# Тодорац
Тодорци су били, у словенској митологији, пола људи, а пола коњи. Али они нимало не личе на грчке кентауре и не треба их мешати са њима.
Они изгледају као да су израсли из коњских леђа, носе плаштове који се за њима вијоре док јуре кроз ноћ, и нико им никад није видео лице. Тодорци су зли демони и спадају у најмоћнија и најсуровија митска бића Балкана. Док пролазе путевима и насељима, они својим копитама изгазе и убијају све што им се нађе на путу.
Једном годишње, негде пред крај зиме, на дан који се у народу зове Тодорова субота, кад се спусти мрак, понекад се из даљине чује топот копита од којих се укућанима леди крв у жилама. Тодорци имају и свог вођу. Његово име је Велики Тодор. Од других тодораца се разликује по томе што јаше белог коња, огрнут је белим чаршавом, хром је, а у руци носи ланац којим звецка. Легенде о тодорцима су веома старе. Чак и пре доласка Словена, на простору Балкана постојало је веровање везано за тајанствене ноћне коњанике.
Пре Словена на простору Балкана живео је народ Трачана, који је веровао у Трачког коњаника, приносио му жртве и подизао му споменике. И стари Срби веровали су у тодорце. Неки обичаји у вези са њима су задржани у обредима везаним за славу Светог Тодора, који са демонским јахачима није имао никакве везе.
Ти обреди су свршени са циљем да се ови ноћни демони умилостиве и отерају. На празник Тодорова субота, они се, наводно, појављују и на тај дан жене пеку нарочите колаче у облику коњски копита, који се зову тодорчићи или копитњаци. Део овог колача обавезно се даје коњима. Обичај је да се на тај дан ништа не ради, а деци је забрањено да излазе из куће.